# Vladislav I. Valašský
Vladislav I. (rumunsky: Vladislav I al Ţării Româneşti, Vlaicu Vodă) byl vládce Valašského knížectví (od roku 1372 vládl společně se svým bratrem Radem I.).
Byl vazalem bulharského cara Ivana Alexandra. Jako první v dějinách Rumunska v roce 1365 začal razit mince o hmotnosti 0,35 - 1,05 gramu. Za jeho vlády se hlavní město Valašského knížectví přesunulo z Câmpulung do města Curtea de Argeş. Naposledy ho kroniky zmiňují dne 9. července 1374. Jeho syn byl pravděpodobně Vlad I.